# Ksenotransplantacja
Ksenotransplantacja (od gr. ξένος ksenos, czyli obcy lub gość) – przeszczepienie narządu lub tkanki od osobnika należącego do innego gatunku (na przykład wymiana uszkodzonej zastawki serca u człowieka na zastawkę zwierzęcą). Ksenotransplantacja była dawniej zwana heterotransplantacją.

## Krytyka
Plany naukowców z Uniwersytetu Ludwika w Monachium wyhodowania stada genetycznie modyfikowanych świń rasy Auckland Island i przetestowania ich serc na pawianach, a następnie służących do pobierania od nich narządów, wywołały protest niemieckiej grupy Lekarze przeciwko Eksperymentom na Zwierzętach, która w 2019 r., wydała petycję, domagając się zakazu podobnych badań. Zebrali pod nią 57 tysięcy podpisów.
Wykorzystywanie zwierząt do transplantacji narządów odrzuca profesor Andrzej Elżanowski, zoolog i bioetyk z Uniwersytetu Warszawskiego. Jego zdaniem masowa hodowla na narządy powielałaby i utrwalała wielowymiarowe zło eksploatacji podmiotów pozaludzkich, na które składałaby się ogromna krzywda kolejnych milionów bardzo wrażliwych ssaków, moralne zło bezwzględnej eksploatacji słabszych oraz dewastacja środowiska przez nową bardzo energochłonną i wymagającą technologicznie formę masowego chowu.
Jednoznaczne stanowisko na ten temat w rozmowie z The Guardian wyraziła Kristina Berchtold, rzeczniczka monachijskiego oddziału Niemieckiego Stowarzyszenia Ochrony Zwierząt - Zwierzęta nie powinny służyć jako części zamienne dla ludzi. Zwierzęta domowe, sklonowane czy urodzone naturalnie mają te same potrzeby, lęki, a także prawa.